# Campeonato Mundial de Ciclismo em Estrada de 1962
Os Campeonatos do mundo de ciclismo de estrada de 1962 celebrou-se na localidade italiana de Salò entre 29 de agosto e 2 de setembro de 1962. Nesta edição, realiza-se a primeira prova de contrarrelógio por equipas. Os anfitriões ganharam a primeira medalha de ouro desta modalidade.

## Resultados
| Evento                       | Ouro                                                                   | Ouro           | Prata                                                                  | Prata    | Bronze                                                                   | Bronze   |
| ---------------------------- | ---------------------------------------------------------------------- | -------------- | ---------------------------------------------------------------------- | -------- | ------------------------------------------------------------------------ | -------- |
| Provas masculinas            |                                                                        |                |                                                                        |          |                                                                          |          |
| Homens - carreira em linha   | Jean Stablinski · França                                               | 7 h 43 min 11s | Seamus Elliott · Irlanda                                               | + 1' 22" | Jos Hoevenaars · Bélgica                                                 | + 1' 44" |
| Contrarrelógio por equipas   | Itália · Mario Maino · Antonio Tagliani · Dino Zandegu · Danilo Grassi | 2h 28' 48"     | Dinamarca · Ole Ritter · Vagn Bangsburg · Mogens Twilling · Ole Kroier | + 2' 01" | Uruguai · Rubén Etchebarne · Juan José Timón · Vid Cencic · René Pezzati | + 2' 27" |
| Amador - carreira em linha   | Renato Boncioni · Itália                                               | 4h 30' 50"     | Ole Ritter · Dinamarca                                                 | + 9"     | Arie Den Hartog · Países Baixos                                          | + 12"    |
| Provas femininas             |                                                                        |                |                                                                        |          |                                                                          |          |
| Mulheres - carreira em linha | Marie-Rose Gaillard · Bélgica                                          | -              | Yvonne Reynders · Bélgica                                              | -        | Marie-Thérèse Naessens · Bélgica                                         | -        |